# The Fog – Nebel des Grauens (1980)

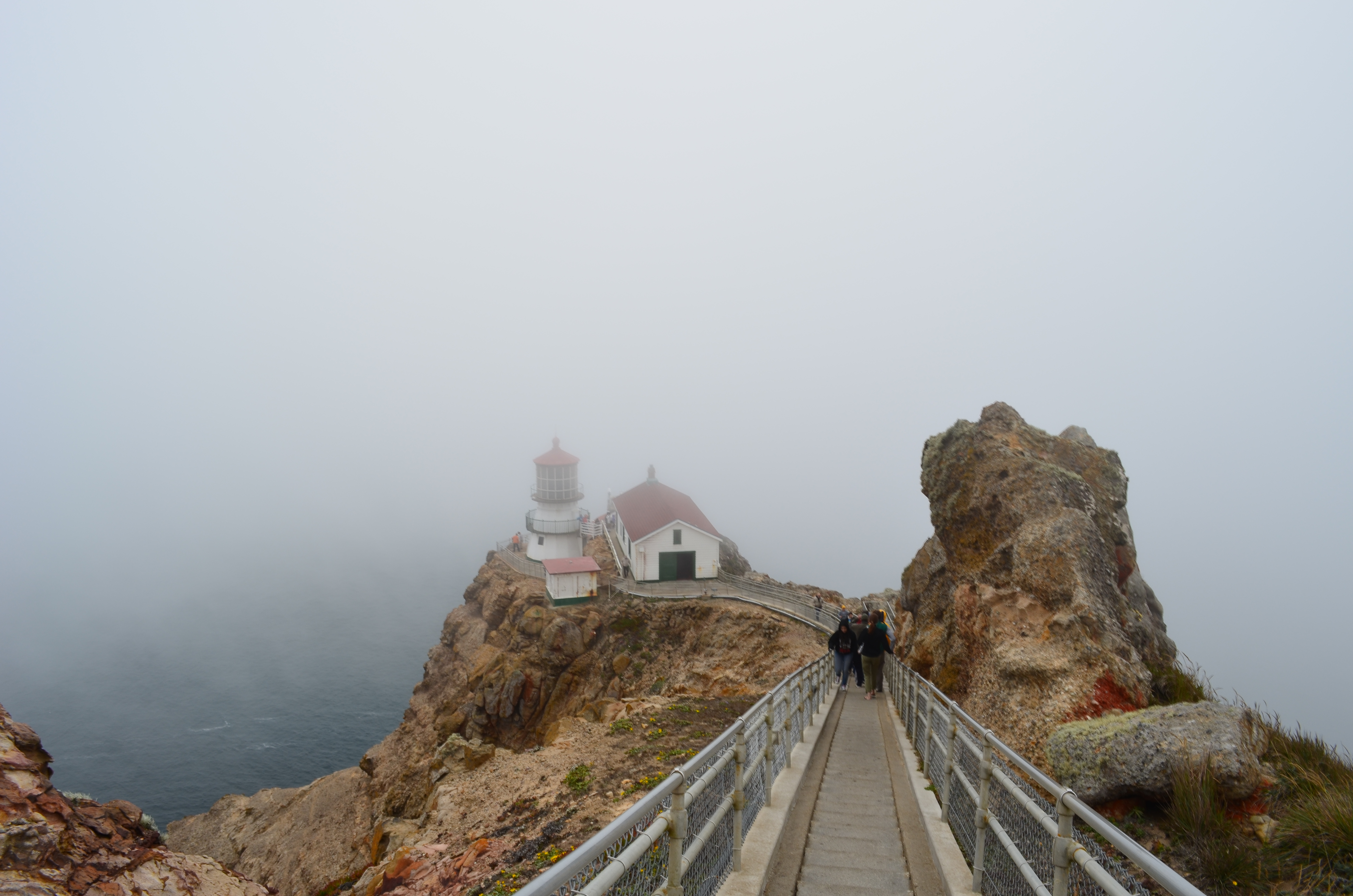
Drehort Point Reyes Lighthouse

The Fog – Nebel des Grauens (Originaltitel: John Carpenter’s The Fog) ist ein US-amerikanischer Kinospielfilm des Regisseurs John Carpenter aus dem Jahr 1980 und gilt als Klassiker des Genres Horrorfilm.
Der Film erzählt die mysteriöse Geistergeschichte um das nordkalifornische Küstenstädtchen Antonio Bay, dessen erste Siedler ein Schiff mit Leprakranken durch ein falsches Leuchtfeuer auf ein Riff lenkten. Daraufhin sank das Schiff samt den an Bord befindlichen Passagieren. Der Legende nach sollen 100 Jahre später die Toten zurückkehren. In genau jener Nacht zieht ein seltsamer Nebel auf und in ihm verbergen sich zombieartige Seeleute, die nur Rache im Sinn haben und die Nachfahren der einstigen Siedler töten wollen. In den Hauptrollen agieren Adrienne Barbeau als Stevie Wayne, Tom Atkins als Nicholas „Nick“ Castle, sowie Jamie Lee Curtis, die bereits in Carpenters Horrorfilm-Klassiker Halloween – Die Nacht des Grauens eine tragende Figur spielte.
Der für 1,1 Millionen US-Dollar produzierte Film war mit einem Einspielergebnis in Höhe von 21,3 Millionen US-Dollar (inflationsbereinigt 2025: ca. 81 Millionen US-Dollar) ein kommerzieller Erfolg auf dem nordamerikanischen Kinomarkt. Etablierte Filmkritiker lobten vor allem die visuell elegante und stilvolle Machart von Carpenters Werk sowie die Schauspielleistungen. Gleichzeitig wurde das Drehbuch mit zu vielen Handlungssträngen und die unklare Zielrichtung des Films bemängelt. 
2005 kam eine Neuverfilmung unter demselben Titel in die Kinos, die mit durchweg negativen Kritiken bewertet wurde.

## Handlung
Zu Beginn des Films erscheint ein Zitat von Edgar Allan Poe:

„Ist alles, was wir sehen oder scheinen, nichts als ein Traum im Traum?“

Am 100. Jahrestag der Stadtgründung von Antonio Bay in Kalifornien sollen die ersten sechs Siedler und Stadtgründer mit einem Fest geehrt werden. In der Nacht davor entdeckt Pater Malone in seiner Kirche das Tagebuch seines Großvaters, der gleichfalls Pater war. So erfährt er die Vorgeschichte der Stadtgründung: Die ersten Siedler hatten ein Schiff durch falsches Leuchtfeuer absichtlich auf ein Riff bei Spyvey Point gelenkt, um zu verhindern, dass in ihrer Nähe eine Leprakolonie errichtet wird. Ein reicher Leprakranker namens Blake hatte den Siedlern zuvor das für die Kolonie bestimmte Land mit Gold abgekauft. Seine Gruppe und er selbst verloren in der See ihr Leben. Die sechs Verschwörer gründeten nach dem Unglück mit dem Gold die Stadt. Einen Teil des Goldes der Leprakranken verwendeten sie, um daraus ein Altarkreuz für die Kirche der Siedlung zu fertigen. Offiziell war dichter Nebel für den Untergang des Schiffes verantwortlich gemacht worden.
Ebenfalls in dieser Nacht sieht die Radiomoderatorin Stevie Wayne, die allein vom Leuchtturm auf Spyvey Point aus auf Sendung ist, auf einmal eine breite und seltsam leuchtende Nebelbank auf die Bucht zukommen. Sie warnt über das Radio die Fischerboote vor dem dichten Nebel, von denen eines bald vom Nebel eingehüllt wird. Bier trinkend haben die drei Besatzungsmitglieder die Sendung sowie das Aufkommen des Nebels verfolgt, um ihn näher zu betrachten. Vom Oberdeck aus sehen sie plötzlich ein Geisterschiff vorbeifahren. Aus dem unnatürlichen Nebel lösen sich die Geister der damals Ertrunkenen, die auf Rache an den in der Stadt lebenden Nachfahren der sechs Verschwörer sinnen, und töten die drei Fischer nacheinander. Am nächsten Morgen macht sich das Pärchen Elizabeth Solley und Nick Castle, das sich erst am Abend zuvor kennengelernt hat, auf die Suche nach den Fischern, die mit Nick verabredet waren. Sie stechen in See und finden eine der Leichen auf dem führungslosen Boot. Später im Krankenhaus erwacht der getötete Fischer und attackiert Solley mit einem Skalpell. Sie kann ausweichen, und der Angreifer ist wieder tot. Ebenfalls an diesem Morgen findet der kleine Sohn von Stevie am Strand Treibgut, das sich als alte Schiffsplanke erweist. Stevie nimmt den Fund mit zu ihrer Arbeit im Leuchtturm, um mehr über seine Herkunft erfahren zu können.
Während der Feier zum Stadtjubiläum an diesem Tag, deren Höhepunkt die Enthüllung eines Denkmals der ersten sechs Siedler durch die Bürgermeisterin ist, breitet sich vom Meer her erneut Nebel über die ganze Stadt aus, und die Wesen darin töten zunächst einen weiteren Bewohner von Antonio Bay. Aus dem Leuchtturm auf Spyvey Point sieht Stevie, die den vierten Mord über Telefon mitgehört hat, die Nebelbank und warnt die Bewohner des Ortes. Als sie bemerkt, dass ihr Kind zu Hause in Gefahr ist, bittet sie während der Sendung Zuhörer, es vor dem Nebel zu retten. Die Wesen dringen in das Haus ein und töten die Betreuerin des Kindes. Der Junge aber wird im letzten Moment von Nick und Elizabeth gerettet. Sie fliehen in die Kirche von Pater Malone; dorthin kommen auch die Bürgermeisterin und ihre Assistentin. Als die Geister der Seeleute die Kirche erreichen, übergibt Pater Malone ihnen das goldene Kreuz, woraufhin die Seeleute zunächst zurückweichen und der Nebel sich auflöst. Als die anderen gegangen sind und der Pater wieder allein in der Kirche ist, kehrt der Nebel jedoch in die Kirche zurück. Der Geist von Blake, der damals von den Verschwörern um Gold und Leben gebracht worden war, tötet Pater Malone, selbst ein Nachkomme eines der Täter, als sechste Person mit einem Schwerthieb.

## Trivia
In der deutschen Synchronisation, z. B. im Prolog und beim Vorlesen aus Pater Malones Tagebuch, wird das Datum mit 22. April übersetzt, im Original ist es aber immer der 21. April (“April, the twentyfirst”). Der im Film agierende Charakter Nick Castle wurde nach dem amerikanischen Schauspieler Nick Castle benannt, dem Darsteller des Serienkillers Michael Myers aus John Carpenters Horrorfilmklassiker Halloween – Die Nacht des Grauens.

## Hintergrund
Die Szenen in Antonio Bay wurden in Point Reyes Station, einem kleinen Ort im kalifornischen Marin County, gedreht. Drehort für den Handlungsstrang des Leuchtturms war das Point Reyes Lighthouse und für die feierliche Denkmalenthüllung ein Restaurant in der unmittelbaren Nähe von Point Reyes Station gelegenen Olema. Als Kirche fungierte die Episcopal Church of the Ascension in Sierra Madre. Die Einstellung am Kai und an den Bootsstegen erfolgte in Bodega Bay, an einer Stelle, die schon Hitchcock für den Film Die Vögel gewählt hatte. John Carpenter hat zum Anfang des Films einen Cameoauftritt. Er spielt den Angestellten von Pater Malone, der Feierabend macht und sein Gehalt verlangt.
Nach Don G. Smith wurde Carpenter generell und vor allem bei The Fog maßgeblich durch die Werke von H. P. Lovecraft beeinflusst. Dies wird im Film deutlich durch die Erwähnung des Arkham Reefs, auf das das Schiff der Kolonisten aufgelaufen ist.

## Kritiken
Im Lexikon des internationalen Films heißt es, The Fog sei „[e]in technisch virtuoser, effektvoll inszenierter Horrorfilm mit suggestiver Musik, der – sehr gekonnt – eine Atmosphäre der Angst und des Schreckens“ verbreite. Ähnlich beschreibt ihn der Fischer Film Almanach 1981: Carpenter verstehe es „mit einer raffinierten Trick- und Montagetechnik, die Spannung zu forcieren“, dabei verstärke „suggestive Musik“ das Entsetzen. Allerdings fehle dem „oberflächlichen Grundeinfall“ die „psychologische Vertiefung“, so bleibe nur „Gruselkino-Gespenstertreiben“ übrig.

## Auszeichnungen
1981 war The Fog bei der Verleihung der Saturn Awards als bester Horrorfilm und für die besten Spezialeffekte nominiert.